# Пшегожалы

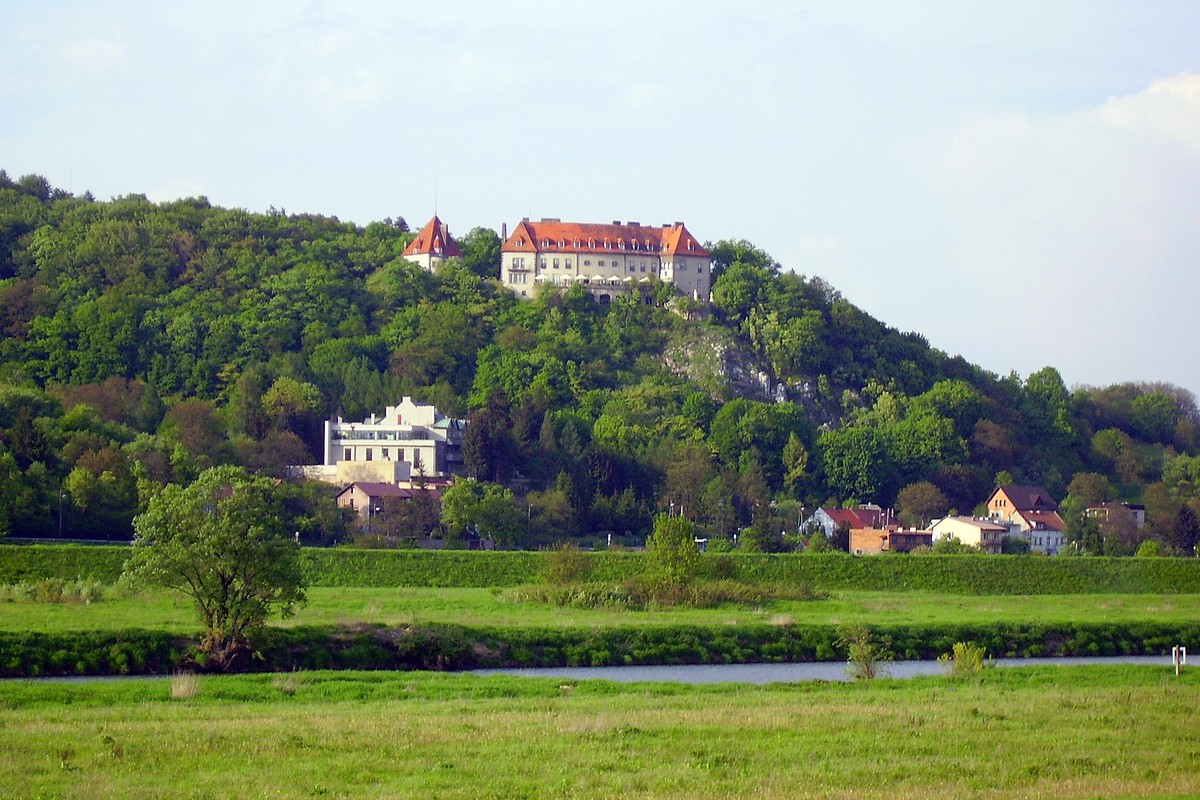
Общий вид микрорайона Пшегожалы с юга, с противоположного берега реки Вислы

Пшегожа́лы (пол.  Przegorzały) — микрорайон Кракова, входящий в административный район Дзельница VII Звежинец. На восходе Пшегожалы граничит с районом Звежинец, на севере с Волей-Юстовской и на юге — с Белянами.
В прошлом район Пшегожалы был деревней, расположенной между Вислой и Пшегожальским перевалом и находящейся в Вольском лесу между холмами Сикорник и Пустельник. Первое упоминание о селе Пшегожалы относятся к 1162 году, когда оно называлось как Прегорал или Пшегожала.

## Достопримечательности
- Замок Вартенберг, в котором сегодня находятся Институт европейских исследований и Центр исследований Холокоста.
- Вилла Башня. Памятник Малопольского воеводства;
- Пшегожальские скалки — заповедник.